# Démographie de la Meuse
La démographie de la Meuse est caractérisée par une très faible densité et une population qui décroît depuis les années 1960.
Avec ses 180 745 habitants en 2022, le département français de la Meuse se situe en 91e position sur le plan national.
En six ans, de 2015 à 2021, sa population a diminué de près de 8 750 unités, c'est-à-dire de plus ou moins 1 460 personnes par an. Mais cette variation est différenciée selon les 499 communes que comporte le département.
La densité de population de la Meuse, 29,1 habitants par kilomètre carré en 2022, est plus de trois fois inférieure à celle de la France entière qui est de 107,1 hab./km2 pour la même année.

## Évolution démographique du département de la Meuse
Depuis le milieu du XIXe siècle, l'exode rural a vidé les campagnes de la Meuse. Comme aucune ville n'a pu compenser ces pertes, la population totale a fortement diminué. Elle atteignait 328 657 habitants en 1851, mais seulement 277 955 habitants en 1911. La Première Guerre mondiale porta un coup très dur au département, qui n'avait plus que 207 309 habitants en 1921. La Meuse a connu le plus grand déclin démographique proportionnel des départements français en seulement dix ans, de 278 000 habitants en 1911 à seulement 207 000 habitants en 1921. De nombreux habitants avaient fui, et des villages entiers, qui se situaient sur la ligne de front en 1916 ont été détruits. La Meuse est ainsi le seul département qui compte plusieurs communes inhabitées, car les villages n'ont jamais été reconstruits, ils sont dits « Morts pour la France ». C'est la zone rouge, qui garde la mémoire des morts de la Grande Guerre, avec les villages détruits sur la rive droite de la Meuse de Beaumont-en-Verdunois, Bezonvaux, Douaumont, Fleury-devant-Douaumont, Haumont-près-Samogneux, Louvemont-Côte-du-Poivre, Ornes, Vaux-devant-Damloup et sur la rive gauche Cumières-le-Mort-Homme. Ensuite le nombre d'habitants a peu varié jusqu'au milieu du XXe siècle, et depuis la fin des années 1960, elle décline à nouveau et a fini par passer sous la barre des 200 000 habitants dans les années 1980.
Les habitants de la Meuse sont les Meusiens. 
En 2022, le département comptait 180 745 habitants, en évolution de −4,4 % par rapport à 2016 (France hors Mayotte : +2,11 %).
| 1791 | 1801    | 1806    | 1821    | 1826    | 1831    | 1836    | 1841    | 1846    |
| ---- | ------- | ------- | ------- | ------- | ------- | ------- | ------- | ------- |
| -    | 269 522 | 284 703 | 291 385 | 306 339 | 314 588 | 317 701 | 326 372 | 325 710 |

| 1851    | 1856    | 1861    | 1866    | 1872    | 1876    | 1881    | 1886    | 1891    |
| ------- | ------- | ------- | ------- | ------- | ------- | ------- | ------- | ------- |
| 328 657 | 305 727 | 305 540 | 301 653 | 284 725 | 294 054 | 289 861 | 291 971 | 292 253 |

| 1896    | 1901    | 1906    | 1911    | 1921    | 1926    | 1931    | 1936    | 1946    |
| ------- | ------- | ------- | ------- | ------- | ------- | ------- | ------- | ------- |
| 290 384 | 283 480 | 280 220 | 277 955 | 207 309 | 218 131 | 215 819 | 216 934 | 188 786 |

| 1954    | 1962    | 1968    | 1975    | 1982    | 1990    | 1999    | 2006    | 2011    |
| ------- | ------- | ------- | ------- | ------- | ------- | ------- | ------- | ------- |
| 207 106 | 215 985 | 209 513 | 203 904 | 200 101 | 196 344 | 192 198 | 193 696 | 193 557 |

| 2016    | 2021    | 2022    | - | - | - | - | - | - |
| ------- | ------- | ------- | - | - | - | - | - | - |
| 189 055 | 181 919 | 180 745 | - | - | - | - | - | - |

## Population par divisions administratives

### Arrondissements
Le département de la Meuse comporte trois arrondissements. La population se concentre principalement sur l'arrondissement de Verdun, qui recense 45 % de la population totale du département en 2022, avec une densité de 28,9 hab./km2, contre 32 % pour l'arrondissement de Bar-le-Duc et 23 % pour celui de Commercy.
| Arrondissement  | Population(2022) | Variation(2022/2016)                       | Superficie(km2) | Densité(hab./km2) |
| --------------- | ---------------- | ------------------------------------------ | --------------- | ----------------- |
| Verdun          | 81 872           | en évolution de −4,31 % par rapport à 2016 | 2 828,6         | 28,9              |
| Bar-le-Duc      | 56 947           | en évolution de −5,06 % par rapport à 2016 | 1 450,6         | 39,3              |
| Commercy        | 41 926           | en évolution de −3,64 % par rapport à 2016 | 1 932,2         | 21,7              |
| Source : Insee. |                  |                                            |                 |                   |

### Communes de plus de2 000 habitants
Sur les 499 communes que comprend le département de la Meuse, quatorze ont en 2021 une population municipale supérieure à 2 000 habitants, trois ont plus de 5 000 habitants et deux ont plus de 10 000 habitants : Verdun et Bar-le-Duc.
Les évolutions respectives des communes de plus de 2 000 habitants sont présentées dans le tableau ci-après.
| Commune              | Population(2022) | Variation(2022/2016)                       | Superficie(km2) | Densité(hab./km2) |
| -------------------- | ---------------- | ------------------------------------------ | --------------- | ----------------- |
| Verdun               | 16 610           | en évolution de −7,27 % par rapport à 2016 | 31,03           | 535,3             |
| Bar-le-Duc           | 14 615           | en évolution de −3,98 % par rapport à 2016 | 23,62           | 618,8             |
| Commercy             | 5 332            | en évolution de −6,01 % par rapport à 2016 | 35,37           | 150,7             |
| Saint-Mihiel         | 3 848            | en évolution de −7,25 % par rapport à 2016 | 33              | 116,6             |
| Ligny-en-Barrois     | 3 696            | en évolution de −8,92 % par rapport à 2016 | 32,26           | 114,6             |
| Étain                | 3 449            | en évolution de −3,98 % par rapport à 2016 | 19,64           | 175,6             |
| Thierville-sur-Meuse | 3 168            | en évolution de +2,99 % par rapport à 2016 | 12,09           | 262               |
| Belleville-sur-Meuse | 3 023            | en évolution de −2,23 % par rapport à 2016 | 10,16           | 297,5             |
| Revigny-sur-Ornain   | 2 600            | en évolution de −9,09 % par rapport à 2016 | 19,32           | 134,6             |
| Ancerville           | 2 583            | en évolution de −6,62 % par rapport à 2016 | 21,58           | 119,7             |
| Stenay               | 2 428            | en évolution de −9,17 % par rapport à 2016 | 27,16           | 89,4              |
| Bouligny             | 2 428            | en évolution de −6,79 % par rapport à 2016 | 10,99           | 220,9             |
| Fains-Véel           | 2 088            | en évolution de −3,42 % par rapport à 2016 | 18,3            | 114,1             |
| Montmédy             | 2 018            | en évolution de −7,35 % par rapport à 2016 | 23,49           | 85,9              |
| Source : Insee.      |                  |                                            |                 |                   |

## Structures des variations de population

### Soldes naturels et migratoires depuis 1968
La variation moyenne annuelle est négative depuis les années 1970, passant de −0,4 à −0,8 %.
Le solde naturel annuel qui est la différence entre le nombre de naissances et le nombre de décès enregistrés au cours d'une même année, a baissé, passant de 0,5 -0.3%. La baisse du taux de natalité, qui passe de 17,1 à 9 ‰, n'est en fait pas compensée par une baisse du taux de mortalité, qui parallèlement passe de 11,9 à 11,5 ‰.
Le flux migratoire reste négatif sur la période courant de 1968 à 2021. Le taux annuel croît toutefois, passant de −0,9 à −0,5 %.
| Indicateurs démographiques                       | 1968 à1975 | 1975 à1982 | 1982 à1990 | 1990 à1999 | 1999 à2010 | 2010 à2015 | 2015 à2021 |
| ------------------------------------------------ | ---------- | ---------- | ---------- | ---------- | ---------- | ---------- | ---------- |
| Variation annuelle moyenne de la population en % | -0,4       | -0,3       | -0,2       | -0,2       | 0,1        | -0,3       | -0,8       |
| - due au solde naturel en %                      | 0,5        | 0,3        | 0,3        | 0,2        | 0,1        | 0,1        | -0,3       |
| - due au solde apparent des entrées sorties en % | -0,9       | -0,5       | -0,6       | -0,4       | -0,1       | -0,4       | -0,5       |
| Taux de natalité en ‰                            | 17,1       | 14,4       | 14,1       | 12,1       | 11,8       | 10,8       | 9,0        |
| Taux de mortalité en ‰                           | 11,9       | 11,8       | 10,8       | 10,5       | 10,3       | 10,1       | 11,5       |
| Source : Insee.                                  |            |            |            |            |            |            |            |

### Mouvements naturels sur la période 2014-2022
En 2014, 1 928 naissances ont été dénombrées contre 1 923 décès. Le nombre annuel des naissances a diminué depuis cette date, passant à 1 473 en 2022, indépendamment à une augmentation, mais relativement faible, du nombre de décès, avec 2 297 en 2022. Le solde naturel est ainsi négatif et diminue, passant de 5 à -824.
Pour des raisons techniques, il est temporairement impossible d'afficher le graphique qui aurait dû être présenté ici.

## Densité de population
La densité de population décroît depuis 1968.
En 2021, la densité était de 29,3 hab./km2.
| 1968 |  | 33.7 |  |

| 1975 |  | 32.8 |  |

| 1982 |  | 32.2 |  |

| 1990 |  | 31.6 |  |

| 1999 |  | 30.9 |  |

| 2010 |  | 31.2 |  |

| 2015 |  | 30.7 |  |

| 2021 |  | 29.3 |  |

## Répartition par sexes et tranches d'âges
La population du département est plus âgée qu'au niveau national.
En 2021, le taux de personnes d'un âge inférieur à 30 ans s'élève à 31,4 %, soit en dessous de la moyenne nationale (35,1 %). À l'inverse, le taux de personnes d'âge supérieur à 60 ans est de 31,2 % la même année, alors qu'il est de 26,6 % au niveau national.
En 2021, le département comptait 90 140 hommes pour 91 779 femmes, soit un taux de 50,45 % de femmes, légèrement inférieur au taux national (51,61 %).
Les pyramides des âges du département et de la France s'établissent comme suit.
| Hommes | Classe d’âge | Femmes |
| ------ | ------------ | ------ |
| 0,8    | 90 ou +      | 2,2    |
| 7,6    | 75-89 ans    | 11     |
| 20,2   | 60-74 ans    | 20,5   |
| 20,6   | 45-59 ans    | 20     |
| 17,4   | 30-44 ans    | 16,8   |
| 16,7   | 15-29 ans    | 13,6   |
| 16,8   | 0-14 ans     | 15,8   |

| Hommes | Classe d’âge | Femmes |
| ------ | ------------ | ------ |
| 0,7    | 90 ou +      | 1,9    |
| 7,0    | 75-89 ans    | 9,5    |
| 16,6   | 60-74 ans    | 17,5   |
| 20,0   | 45-59 ans    | 19,5   |
| 18,8   | 30-44 ans    | 18,3   |
| 18,3   | 15-29 ans    | 16,7   |
| 18,6   | 0-14 ans     | 16,7   |

## Répartition par catégories socioprofessionnelles
La catégorie socioprofessionnelle des retraités est surreprésentée par rapport au niveau national. Avec 31,9 % en 2021, elle est 5,1 points au-dessus du taux national (26,8 %). La catégorie socioprofessionnelle des cadres et professions intellectuelles supérieures est quant à elle sous-représentée par rapport au niveau national. Avec 4,4 % en 2021, elle est 5,7 points en dessous du taux national (10,1 %).
| Catégorie socioprofessionnelle                    | 2015    | 2015 | 2021    | 2021 | Détails de l'année 2021 | Détails de l'année 2021 | Détails de l'année 2021            | Détails de l'année 2021            | Détails de l'année 2021            |
| Catégorie socioprofessionnelle                    | Nb      | %    | Nb      | %    | Hommes                  | Femmes                  | Part en % de la population âgée de | Part en % de la population âgée de | Part en % de la population âgée de |
| Catégorie socioprofessionnelle                    | Nb      | %    | Nb      | %    | Hommes                  | Femmes                  | 15 à 24 ans                        | 25 à 54 ans                        | 55 ans ou +                        |
| ------------------------------------------------- | ------- | ---- | ------- | ---- | ----------------------- | ----------------------- | ---------------------------------- | ---------------------------------- | ---------------------------------- |
| Agriculteurs exploitants                          | 3 059   | 2,0  | 2 733   | 1,8  | 2 104                   | 629                     | 0,4                                | 2,7                                | 1,4                                |
| Artisans, commerçants, chefs d'entreprise         | 4 629   | 3,0  | 4 618   | 3,0  | 3 081                   | 1 537                   | 0,8                                | 4,9                                | 1,9                                |
| Cadres et professions intellectuelles supérieures | 6 582   | 4,2  | 6 679   | 4,4  | 3 683                   | 2 996                   | 1,0                                | 7,8                                | 2,2                                |
| Professions intermédiaires                        | 18 077  | 11,5 | 17 707  | 11,7 | 8 247                   | 9 460                   | 7,2                                | 21,3                               | 3,9                                |
| Employés                                          | 27 437  | 17,5 | 24 432  | 16,1 | 6 109                   | 18 322                  | 17,8                               | 26,5                               | 6,0                                |
| Ouvriers                                          | 25 693  | 16,4 | 24 401  | 16,1 | 19 588                  | 4 813                   | 18,9                               | 26,1                               | 6,1                                |
| Retraités                                         | 47 641  | 30,4 | 48 425  | 31,9 | 23 093                  | 25 333                  | 0,0                                | 0,3                                | 69,4                               |
| Autres personnes sans activité professionnelle    | 23 664  | 15,1 | 22 983  | 15,1 | 8 800                   | 14 182                  | 53,9                               | 10,5                               | 9,0                                |
| Ensemble                                          | 156 782 | 100  | 151 978 | 100  | 74 706                  | 77 272                  | 100                                | 100                                | 100                                |
| Sources : Insee,.                                 |         |      |         |      |                         |                         |                                    |                                    |                                    |